# Liste der Landschaftsschutzgebiete im Landkreis Waldshut
Im Landkreis Waldshut gibt es 26 Landschaftsschutzgebiete. Nach der Schutzgebietsstatistik der Landesanstalt für Umwelt, Messungen und Naturschutz Baden-Württemberg (LUBW)  stehen 27.016,30 Hektar der Landkreisfläche unter Landschaftsschutz, das sind 23,88 Prozent.